# Marianne Thyssen
Marianne Leonie Petrus Thyssen (Sint-Gillis-Waas, 24 luglio 1956) è una politica belga, deputato europeo per le Fiandre del partito dei Cristiano-Democratici e Fiamminghi, Vice Presidente del Partito Popolare Europeo e membro del Comitato per il Mercato Interno e la Protezione dei Consumatori del Parlamento europeo.
Il 15 maggio 2008 è stata eletta Presidente del partito dei Cristiano-Democratici e Fiamminghi (CDV)
È sostituta per il Comitato sul Commercio Internazionale, membro della Delegazione per la Cooperazione Parlamentare UE-Ucraina e sostituta per la Delegazione per il Comitato Parlamentare Unificato UE-Turchia.

## Biografia
Nata a Sint-Gillis-Waas, da una famiglia fiamminga, non imparentata con la famiglia del barone Thyssen, Thyssen si è laureata in giurisprudenza nel 1979 presso l'Università Cattolica di Lovanio (KUL). Ha lavorato come consulente legale per un'organizzazione belga per i lavoratori autonomi e le piccole e medie imprese UNIZO e la rete femminile Christelijke Middenstands- en Burgervrouwen (CMBV) ora Markant, diventando direttore e poi segretario generale ad interim presso UNIZO nel 1991. Dal 1986 al 1988 è stata consulente legale del segretario di Stato per la salute pubblica e la politica della disabilità.

## Carriera
- dal 1991: deputato europeo;
- membro della direzione del Partito Popolare Europeo;
- vice presidente del Gruppo PPE-DE al Parlamento europeo;
- primo vicesindaco di Oud-Heverlee fino al 2008;
- presidente del CD&V.

## Premi
Nel 2018 riceve il Women of Europe Awards nella categoria "Women in Power".